# 鯨凹齒形類
鯨凹齒形類（學名：Cetancodontamorpha）為偶蹄目下的一個總群，根據斯伯丁（Spaulding）所定義，包含了鯨河馬亞目加上其他親緣關係比起其他現存物種與鯨河馬亞目為最近的已滅絕物種。鯨河馬亞目的學名"Whippomorpha"曾被提及要重新修改為"Cetancodonta"，然而目前仍然是以前者作為正式學名；而中文名稱則由原本的「河馬形亞目」改稱為「鯨河馬亞目」。
鯨凹齒形類包含了現存的鯨豚與河馬，以及許多已滅絕的物種如石炭獸、安氏獸以及完齒豨。